# Sibou

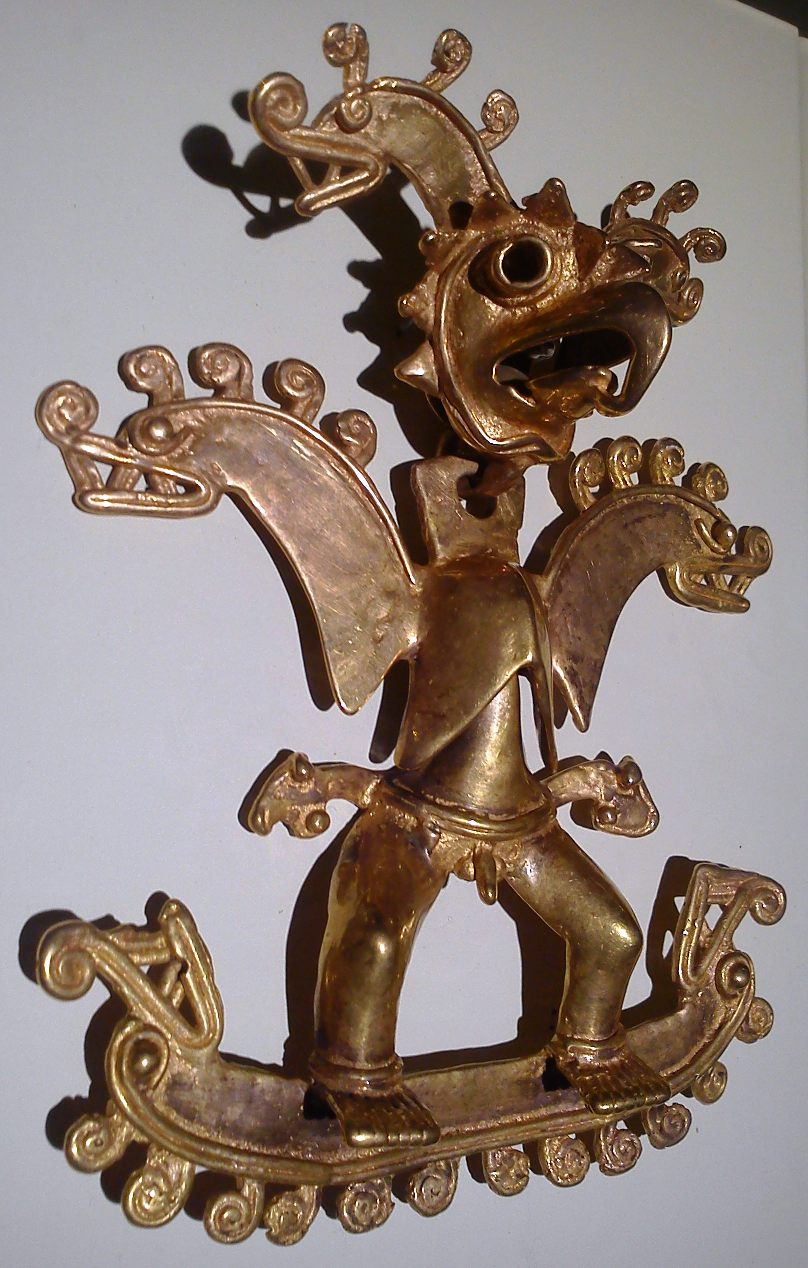
Sibou avec tête d'aigle. Musée de l'Or à San José du Costa Rica.

Sibou (en bribri, Sibö̀) est la principale divinité, dans la mythologie du Talamanca, créateur de l'homme et de son habitat, de la sagesse, des valeurs et des traditions des peuples habitant le Costa Rica avant l'arrivée des Espagnols. 
Il est appelé Sibú par les Bribris et Cabécares, Sibö par les Teribes, et Zipoh par les Borucas.
Sibou est aussi un héros culturel, car il enseigna aux Bribris et Cabécares quels produits ils pouvaient manger, ainsi que les plantes cultivables; il structura les règles sociales; et il donna aux awápa les chants, le langage rituel et les pierres magiques ou siah.

## Liens familiaux de Sibou
Sibou est le fils de Sìitami et de Siboukomo, et donc petit-fils de Sórkura. Il est le frère de Namaìtami, le tapyr, et de Durúitami, la mer. Il est marié avec Tsuruh, le cacao.

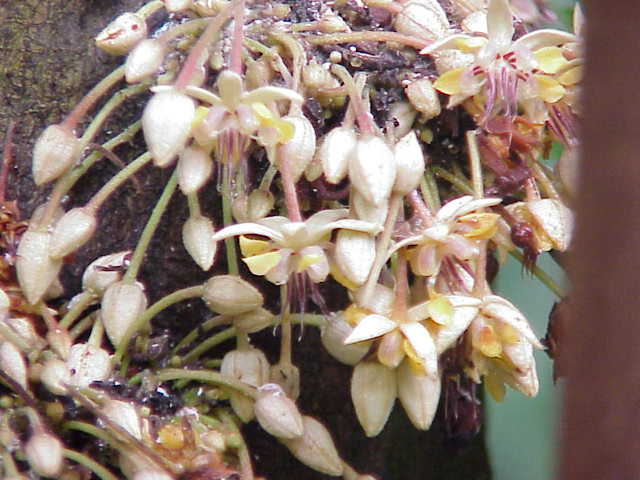
Le mythe dit que Tsuruh, l'épouse de Sibou, est le cacao, et que ses robes de couleur sont les fleurs de cette plante.

## Attributs de Sibou
Dans les histoires du suwoh on énumère un grand nombre d'attributs de Sibou dont: 
- Omniprésence, car il parle toutes les langues et il a enseigné à faire tout aux gens.
- Père et protecteur des Bribris.
- Éternel, tout-puissant et omniscient.
- Source d'idées et d'ordre, rien de mauvais peut lui arriver.
- Autosuffisant.
- Protecteur de toutes les choses, et ami des Bribris.
- Propriétaire du maÏs blanc.
- Visionnaire car il connaît ce qui va arriver, incluant la mort.
- Polymorphe, inclut la figure humaine.
- Voyageur autour du monde, à travers les éléments avec les nuages, sous forme de pluie, en coulant comme les ruisseaux, en gisant comme la pierre et en soufflant comme le vent.
- Sage car sa parole est la plus grande autorité, et personne ne peut passer sur celle-ci.
- Immortel.

## Fonctions de Sibou

### Comme dieu
- Sibou a fait le monde et a créé les êtres humains à l'aide de Surah.
- Il amena les graines (ditsù) d'en dessous d'où naît le soleil, et il les sema en Suràyum, où elles grandirent comme Bribris. Il a amené les hommes blancs comme poussière de pierres.
- Il punit ceux qui volent.
- Il punit l'inceste moyennant des maladies ou mort.
- Pendant le jour, il habite à l'est avec les bons esprits. Dans la nuit, il voyage à l'ouest pour protéger les personnes des bé.
- Il favorise l'action de la nature; et fournit les aliments nécessaires à la vie.
- Il est le protecteur de la vie humaine.

### Comme héros culturel
- Il a enseigné aux indigènes ce qu'ils pouvaient manger, et comment cultiver.
- Il a séparé les personnes en clans, avec chacun des couples.
- Il a instruit à Awápa et Usekórpa dans ses arts. Il a donné aux Awápa les pierres magiques, ou siah, et les chants.
- Il a établi les codes de conduite des hommes, ainsi que les punitions pour ceux qui manquent aux normes.
- Il a créé les différentes cérémonies bribris.

## Naissance de Sibou
Il existe différentes versions sur la naissance de Sibou, mais toutes s'accordent à dire qu'avant que le dieu arrivât sur la Terre, le monde était régi et habité par une race de diables, les Sòrburu, commandés par son grand-père Sórkura. Sórkura avait un fils, Sibúkomo, qu'était un grand médecin. Une fois, Sibúkomo est allé travailler comme awá dans le monde inférieur, celui des Sòrburu, emmenant avec lui sa nièce Sìitami.

### Première version: Sibou comme une sia'
Sibúkomo, comme tout awá, possédait des pierres magiques: trois mâles et une femelle. Un jour, une de ces pierres mâles (qu'était Sibou), celle qu'il utilisait pour soigner, s'est perdue à l'intérieur de Sìitami. Sibou a fait ceci parce qu'il savait que les hommes ne pouvaient pas naître en se reproduisant seuls.
Ainsi allait naitre Sibou, le dieu pensa: "je Suis une personne, sauf que dans un corps petit. J'espère que maman demandera à papa d'apporter un peu de masse de maïs". Et Sìitami demanda à Sibúkomo de lui porter du maïs pour donner à manger à l'enfant. Après Sibou pensa: "J'espère que maman dira à papa de me purifier et de bâtir une maison pour accoucher", et c'est ainsi que Sibúkomo a pris soin de l'enfant qu'au bout de huit jours il était déjà un garçon. Après, il a commencé à créer toutes les choses.

### Deuxième version: La fuite à Dìratuaa Lóratuaa
Lorsque Sibou fut né, des oiseaux qui n'avaient jamais chanté, le firent de joie. Alors les Sòrburu ont su que Sibou était né, et comme ils ne voulaient pas de lui, ils cherchèrent l'enfant pour le tuer. Sìitami s'en rendit compte, et alla avec Áksura, la termite, qui offrit de les passer d'un lieu surnaturel à l'autre en utilisant un tunnel souterrain, et ainsi, la mère et l'enfant arrivèrent à Dìratuaa Lóratuaa, où est la maison des fourmis, qui les cachèrent.  Là grandit Sibou.

### Troisième version: L'enfant de la rivière

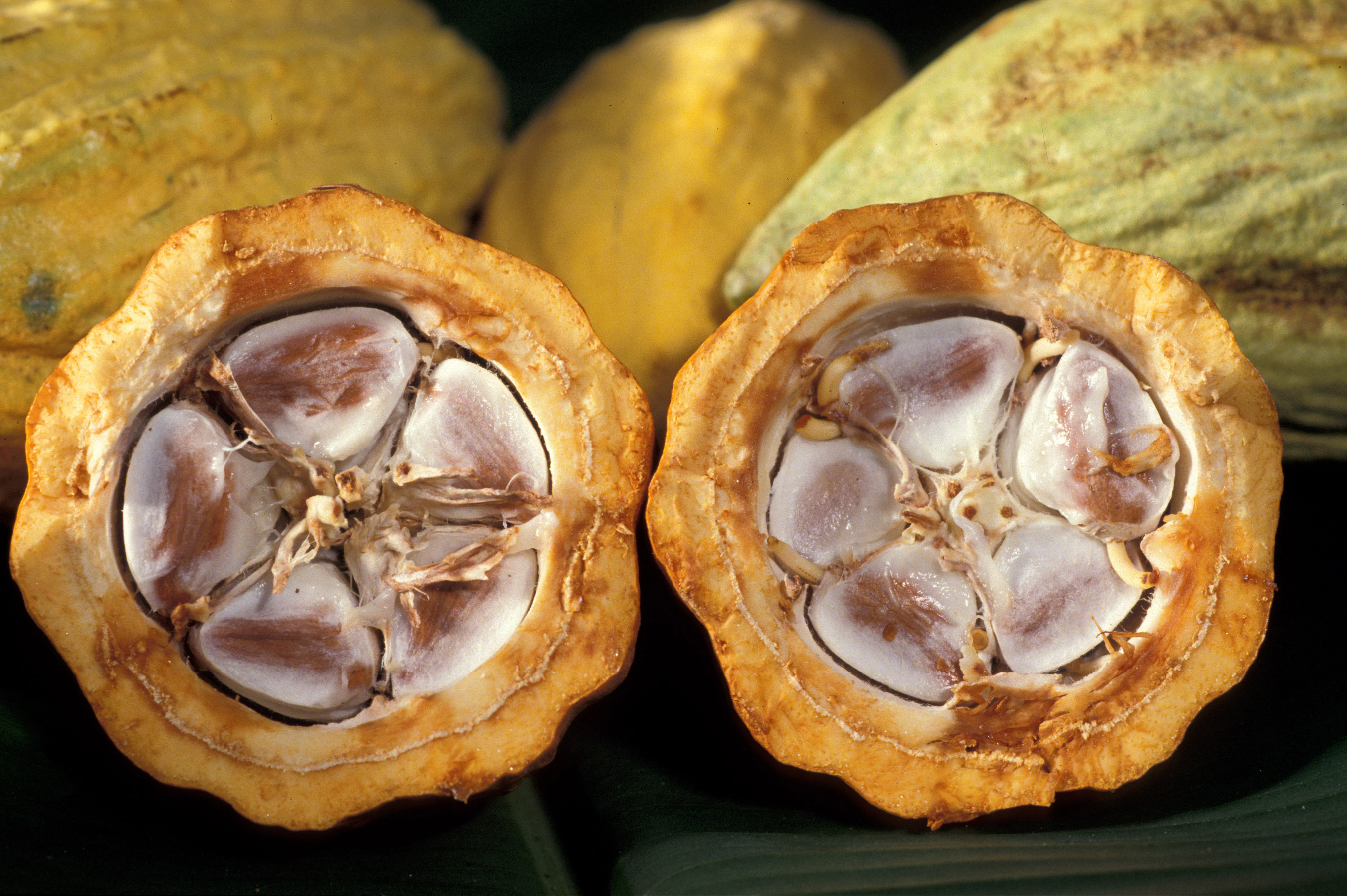
Sibou grandit en se nourrissant seulement de cacao

Une fois, Sibúkomo alla pêcher avec une lance, et trouva Sibou en forme de bébé à côte d'une rivière. Alors, il ramassa l'enfant, le porta chez lui, et le donna à son épouse Sìitami, en le présentant comme son fils. 
L'enfant était né dans une peau de fruit (dans une bourse de peau, c'est-à-dire, avec tout et amnios), donc son père l'a purifié; mais le bébé n'arrêtait pas de pleurer, bien que Sibúkomo lui avait déjà coupé le nombril et il l'avait nettoyé des impuretés de la naissance. L'enfant ne voulait pas allaiter, ni manger ou prendre de l'eau. Alors Sìitami moulut du cacao et lui mit la masse douce dans la bouche, ce qui contenta le bébé. Avec seulement cette nourriture Sibou grandit et conçut toutes les choses de l'univers.

## Mythes de Sibou

### La guerre avec les Sòrburu
Il peut être difficile à comprendre que les Sòrburu aient voulu tuer Sibou, celui-ci étant un de leurs parents. Pourtant, pour les Bribris la parenté est transmise par ligne maternelle, et c'était son père Sibúkomo qui était apparenté avec ces diables.
Dans les légendes on mentionne diverses raisons pour lesquelles les Sòrburu cherchaient à tuer Sibou: 
- Ils ne voulaient pas la présence d'autres êtres dans leur espace.
- Ils étaient jaloux de son pouvoir et de ses objets magiques
- Il était le créateur des graines (ditsù).
- Ils ne voulaient pas qu'il créât le monde.
- ils ne voulaient qu'il leur prenne le pouvoir.
- Sórkura voulait être roi des hommes.
- Haine.

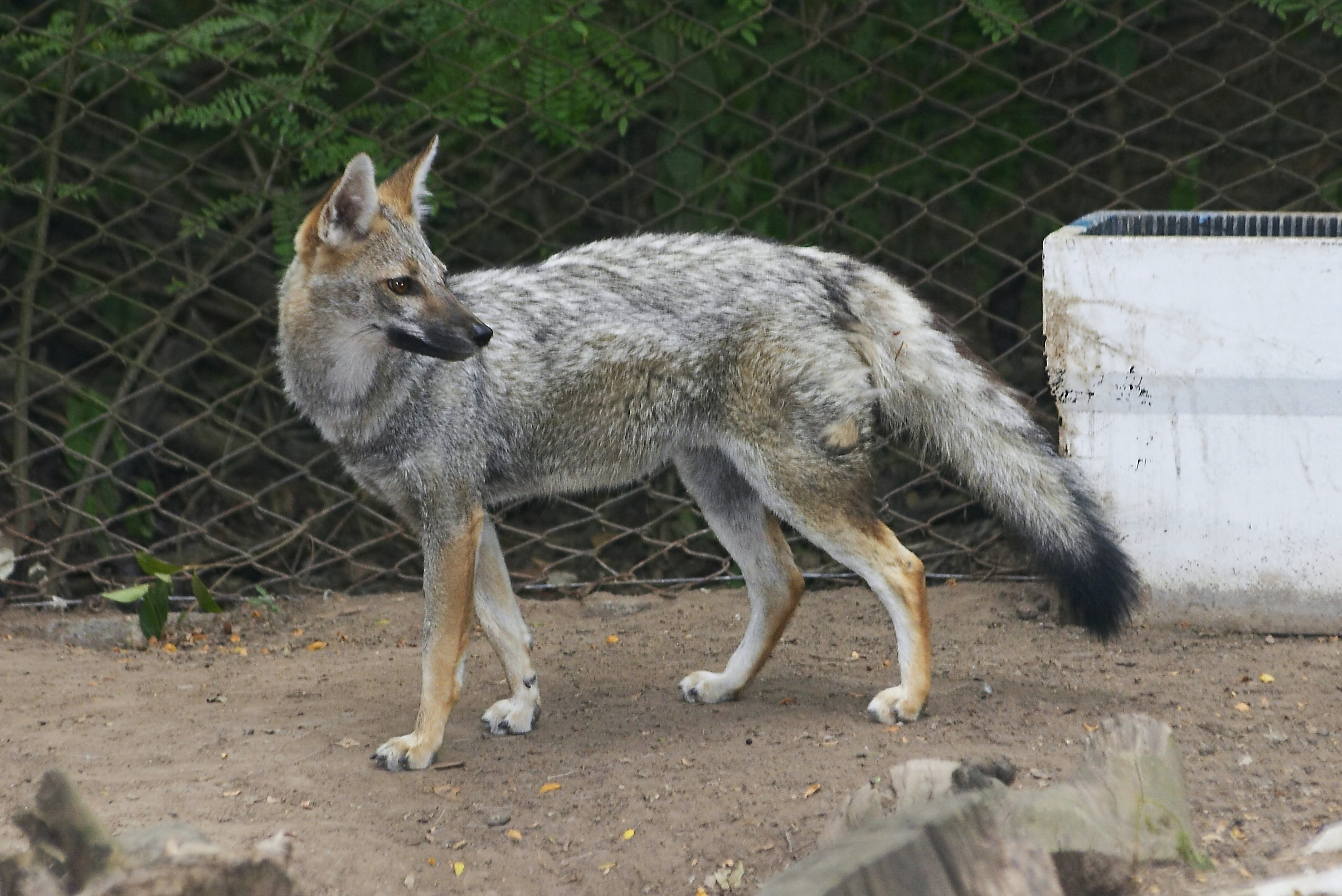
La première épreuve de Sibou pour effrayer les Sòrburu fut de ressusciter un renard gris.

Dans la version de la naissance de Sibou qui parle de la fuite à Dìratuaa Lóratuaa, on raconte que lorsque Sibou grandit, il dit à son père qu'il voulait revenir au monde inférieur, pour connaître les Sòrburu et savoir pourquoi ils ne croyaient pas en lui. Sibúkomo accepta, en lui conseillant de faire attention parce qu'ils voulaient le tuer. 
Une fois là, il trouva deux Sòrburu qui travaillaient dans leur terre. Les diables ont entendu un son bizarre, wek, wek, wek!, et ils allèrent voir, mais ils ne trouvèrent personne. Pendu sur un ancien four, il y avait un renard gris prêt à être rôti comme repas par les Sòrburu.  Sibou souffla, et par son haleine de vie le renard revécut; l'animal descendit et commença à chanter et toucher le tambour, alors que Sibou l'accompagnait en touchant les maracas.  Les deux diables s'en rendirent alors compte et attaquèrent Sibou avec une lance, mais celui-ci l'esquiva.
Lors de la lutte, le renard revint sur le four.  Les Sòrburu étaient furieux, car ils crurent que c'était un mauvais signe.  Ils saisirent donc le renard, le hachèrent et le jetèrent, et c'est pour cela qu'on ne mange pas de renard. Dès lors Sibou revenait toujours pour déranger les Sòrburu et leur faire des mauvais tours..

### Dans la maison de Sórkura
Un autre jour, Sibou décida de se laisser attraper, donc il alla à la maison de Sórkura, en portant du miel, une coquille, une corne, sa canne, son bouclier et une jupe d'une plante appelée mastate. Les Sòrburu demandèrent à Sibou s'il était dieu, et il le nia et les Sòrburu lui enlevèrent ses choses. Sibou s'échappa, et au lendemain il arriva transformé en ancien, et il demanda aux diables si c'était vrai qu'ils avaient attrapé Sibou. Les diables répondirent positivement, et allèrent chercher les choses que portait le dieu, lesquelles l'ancien essaya. À l'arrivée au lieu où ils avaient attrapé Sibou, le dieu se convertit en vent et  partit.

### L'incursion dans la maison des Sòrburu
Les Sòrburu avaient dans leur maison quelques tambours, renards en forme de maracas et quelques guacamayas. Tous ces animaux étaient morts. Une fois que les diables étaient absents de leur maison, Sibou entra et ressuscita les animaux et ensemble ils commencèrent à faire beaucoup de bruit: les guacamayas chantaient, les renards jouaient les maracas et Sibou les tambours. Comme les Sòrburu étaient près, ils rentrèrent immédiatement pour attraper le dieu, mais celui-ci avait disparu, les guacamayas et les renards étaient à nouveau morts et pendus sur le four.
Au lendemain, Sibou arriva en feignant être un visiteur, et il demanda s'il était vrai que le dieu était là. Les diables l'affirmèrent, et lui confirent ses plans pour le tuer.  Sibou se laissa attraper un autre jour, mais connaissant leur plan, il s'échappa.

### La mort de Sórkura
Sibou savait que Sórkura voulait le tuer, donc chaque fois qu'il crossait quelqu'un sur son chemin, il se transformait en un autre être, parfois en un colibri.  Le diable en avait marre, et dit à ses proches qu'il allait tuer Sibou, et qu'il jouerait avec sa corne en signe de triomphe pour célébrer la mort du dieu.
Sibou se trouva un jour face à face avec Sórkura, et celui-ci l'attaqua avec ses lances, sans donner jamais sur le blanc. Sibou prit alors une de ses armes, et au premier coup, il tua son grand-père.
Alors, le dieu prit l'aspect de Sórkura, et sonna la corne. À l'instant arrivèrent les autres Sòrburu, contents de croire que Sibou était mort, et convaincus par le dieu, ils brulèrent le cadavre. Alors Sibou se révéla, et lança les morceaux de Sórkura dans l'air, comme mauvais signe pour les Sòrburu.

### La Création
Après l'expulsion des Sòrburu du monde, Sibou chercha comment donner vie de nouveau, car là où les diables travaillèrent, plus rien ne poussait.  Il apprit alors que sa sœur, Namaìtami, avait une fille faite de terre, Irìria.
Pour la mythologie du Talamanca, Sibou prit en otage la fille de sa sœur pour faire grandir ses graines et créer  les êtres vivants, puisque dans son temps les conditions de la planète n'étaient pas aptes pour la vie parce qu'elle était de pierre. Il le fit avec l'aide des animaux en organisant une fête, et pendant que la mère buvait du chocolat, il alla à la maison d'Irìria faire le rituel qui permit que sa substance couvrit de vie la roche inerte du monde.